# Hans Anderson (författare och konstnär)
Hans Anderson, född 1934 i Stockholm, död 2010 i Jokkmokk, var en svensk författare och konstnär.

## Biografi
Efter en uppväxt inom Jehovas vittnen kom han 1954 till Jokkmokk som predikant. Där blev han kvar och arbetade under de första åren med vattenkraft och skogsbruk. Åren 1969–1982 var han med om att bygga upp Jokkmokks museum, det som så småningom blev Ájtte, svenskt fjäll- och samemuseum.
Hans Anderson debuterade som författare 1968 med boken För vårens skull. Samma år hade han sin första konstutställning på Norrbottens museum. Totalt gav han ut ett 20-tal böcker, de flesta med egna illustrationer. Återkommande teman är natur och människor i norr, ofta i Jokkmokks kommun men också i Sibirien och Alaska. I Drömmen om fjällen presenteras fotografen Borg Meschs bilder från tidigt 1900-tal. Som konstnär arbetade Hans Anderson gärna med scraperboard-teknik, där motivet skrapas fram ur ett svart tuschskikt så att ett vitt underlag framträder. Han tecknade också med tusch och målade gouache.
Anderson lämnade Jehovas Vittnen 1970 och gav 1996 ut Född i sanningen som är en självbiografisk skildring av uppväxten i detta samfund.
Hans Anderson var värd för radioprogrammet Sommar den 9 augusti 1979.